# コンピュータ将棋協会
コンピュータ将棋協会（コンピュータしょうぎきょうかい、英: Computer Shogi Association, CSA ）は、コンピュータ将棋に関する活動を運営する任意団体である。
主たる活動として、世界コンピュータ将棋選手権、ゲームプログラミング・ワークショップ、定期的な例会をそれぞれ開催する。また、コンピュータ将棋協会誌を発行している。

## 沿革
1986年、滝澤武信と小谷善行を中心として「将棋プログラムの会」が設立された。滝澤は早稲田大学の大学院生であった1975年に初めての指し将棋のプログラムを開発したとされ（詰将棋のプログラムは1960年代後半に開発されている）、小谷とともにコンピュータ将棋のパイオニアとされている。1987年、「コンピュータ将棋協会」に改称。
1990年12月、第1回コンピュータ将棋選手権を開催。これ以降ほぼ毎年開催されている。会長の松原は、この大会を目指して開発が行われたことで、コンピュータ将棋の進歩を促進したと述べている。
1994年10月、第1回ゲームプログラミングワークショップを開催。これ以降ほぼ毎年開催されている。会長の松原は、これが開発者が技術を積極的に公開するという伝統を形成し、コンピュータ将棋の発展に貢献したと述べている。
2007年、第34回将棋大賞東京将棋記者会賞受賞。